# 낸시 월턴 로리
낸시 월턴 로리(Nancy Walton Laurie, 1951년 5월 15일 ~ )는 미국의 기업인이자 월마트 창립자 샘 월턴의 동생 제임스 월턴의 딸로 60억 달러의 월마트 지분을 상속받았다.
멤피스 주립 대학 졸업 후 빌 로리와 결혼했으며 뉴욕의 댄스 회사 시더 레이크 현대 발레의 창립자로 미주리주 컬럼비아의 예술 공연 센터와 댄스 스튜디오도 소유하고 있다.
남편 빌 로리는 스캔들에 휩싸여 있으며 아이스하키 팀인 세인트루이스 블루스를 소유하고 있었으나 2005년 데이브 체크티스에게 매각했다.
2007년 9월 네바다주 맥도날드 하이츠 지역에 1,900만 달러를 들여 1만 8378평방의 건물을 구입했다. 이는 라스베이거스 역사에서 가장 큰 집으로 기록된다.